# Bathypogon magnus
Bathypogon magnus là một loài ruồi trong họ Asilidae. Bathypogon magnus được Hull miêu tả năm 1956. Loài này phân bố ở miền Australasia.